# Arabiska språk
Arabiska språk är en språkfamilj av semitiska språk. Hit hör ett antal språkvarianter av arabiska, men även maltesiska..